# Carn de canó
Carn de canó és un terme informal i despectiu per a referir-se als soldats que són considerats prescindibles i són emprats en primera línia per fer front al foc enemic. El terme s'utilitza generalment en situacions en què els soldats es veuen obligats a lluitar contra adversitats inabordables i tenint coneixença prèvia que patiran unes baixes altíssimes en un esforç per a aconseguir un objectiu estratègic. El terme fou usat a bastament durant la Primera Guerra Mundial en la guerra de trinxeres, quan onades de soldats eren llançades per a assaltar les trinxeres enemigues fortament cobertes per foc de metralladores i artiller. Esporàdicament també s'usa el terme per a referir-se de manera general a tots els soldats d'infanteria, que amb relació a les altres armes -artilleria, força aèria i marina- pateixen proporcionalment més baixes, així com per a referir-se a soldats inexperts o novells, els quals suposadament són més prescindibles que els soldats veterans. El terme deriva metafòricament fent referència al fet que els soldats són l'aliment dels canons de l'enemic.